# Nazionale femminile under 20 di calcio della Francia
La nazionale Under-20 di calcio femminile della Francia è la rappresentativa calcistica femminile internazionale della Francia formata da giocatrici al di sotto dei 20 anni, gestita dalla Federazione calcistica della Francia (Fédération Française de Football - FFF).
Come membro della Union of European Football Associations (UEFA) partecipa al Campionato mondiale FIFA Under-20.
Con il suo secondo posto, conquistato nell'edizione di Papua Nuova Guinea 2016 del Campionato mondiale femminile di calcio di categoria, al quale si aggiungono anche il terzo posto dell'edizione di Canada 2014 e il quarto a Cile 2008 è, al 2017, classificata al quinto posto tra le nazionali che hanno partecipato al torneo.

## Storia
Con la riforma dei campionati mondiali giovanili riservati a formazioni femminili avviata dalla Fédération Internationale de Football Association (FIFA) nel 2006, introducendo il campionato mondiale Under-17, l'organo internazionale abolì l'unica manifestazione riservata alle giocatrici con età massima di 19 anni richiedendo alle federazioni continentali di iscrivere dall'edizione di Russia 2006 la formazione vincitrice del torneo di qualificazione.
La Francia, come le altre federazioni iscritte alla UEFA le cui squadre si erano classificate ai primi cinque posti al Campionato Europeo Under-19 di Ungheria 2005, lasciando la Russia il posto alla Svizzera in quanto paese organizzatore, allestì una squadra basata largamente sulla formazione che aveva perso ai tiri di rigore la finale con la Russia under 19.
L'allora selezionatore Stéphane Pilard compose la squadra che affrontò in amichevole la formazione del Messico under 20 il 12 agosto 2006, primo incontro de Les bleuettes U-20, allo Stade Pierre Pibarot del Centre national de formation et d'entraînement de Clairefontaine, Clairefontaine-en-Yvelines, dove superarono le nordamericane per 4-2.

## Campionato mondiale Under-20
- 2002: Fase a gironi (torneo Under-19)
- 2004: Non qualificata (torneo Under-19)
- 2006: Quarti di finale
- 2008: Quarto posto
- 2010: Primo Turno
- 2012: Non qualificata
- 2014: Terzo posto
- 2016: Secondo posto
- 2018: Quarto Posto
- 2022: Quarti di finale
- 2024: Ottavi di finale

## Tutte le rose
Campionato Mondiale Femminile U-20 FIFA 20081 Benameur, 2 Butel, 3 Renard, 4 Agard, 5 Gonssollin, 6 Lozé, 7 Bilbault, 8 Plaza, 9 Bultel, 10 Le Sommer, 11 Delie, 12 Coton-Pélagie, 13 Hamraoui, 14 Machart, 15 Gérard, 16 Branger, 17 Jean, 18 Chatelin, 19 Pervier, 20 Faye-Chellali, 21 Tenret, CT: Pilard
Campionato Mondiale Femminile U-20 FIFA 20141 Bruneau, 2 Périsset, 3 Mbock Bathy Nka, 4 Tounkara, 5 Dafeur, 6 Diallo, 7 Toletti, 8 Lavogez, 9 Diani, 10 Le Bihan, 11 Robert, 12 Sarr, 13 Gagnet, 14 Bueno, 15 Durand, 16 Garcia, 17 Gorce, 18 Thomas, 19 Saint-Sans Levacher, 20 Hoarau, 21 Tarrieu, CT: Eyquem
Campionato Mondiale Femminile U-20 FIFA 20161 Chavas, 2 Romanelli, 3 Karchaoui, 4 Cissoko, 5 Dhaeyer, 6 Condon, 7 D. Cascarino, 8 Geyoro, 9 Léger, 10 Matéo, 11 Fleury, 12 Mansuy, 13 Greboval, 14 E. Cascarino, 15 Garbino, 16 Perrault, 17 Gathrat, 18 Gauvin, 19 Couturier, 20 Clerac, 21 Lebastard, CT: Eyquem

## Rosa
Rosa della formazione iscritta al mondiale di Papua Nuova Guinea 2016.
Allenatore: Gilles Eyquem
| N. | Pos. | Giocatore             | Data nascita (età)         | Pres. | Reti | Squadra                |
| -- | ---- | --------------------- | -------------------------- | ----- | ---- | ---------------------- |
| 1  | P    | Mylène Chavas         | 7 gennaio 1998 (18 anni)   |       |      | Saint-Étienne          |
| 2  | D    | Marion Romanelli      | 24 luglio 1996 (20 anni)   |       |      | Montpellier            |
| 3  | D    | Sakina Karchaoui      | 26 gennaio 1996 (20 anni)  |       |      | Montpellier            |
| 4  | D    | Hawa Cissoko          | 10 aprile 1997 (19 anni)   |       |      | Paris Saint-Germain    |
| 5  | D    | Pauline Dhaeyer       | 27 marzo 1996 (20 anni)    |       |      | ESOFV La Roche-sur-Yon |
| 6  | C    | Laura Condon          | 18 marzo 1997 (19 anni)    |       |      | ASPTT Albi             |
| 7  | A    | Delphine Cascarino    | 5 febbraio 1997 (19 anni)  |       |      | Olympique Lione        |
| 8  | C    | Grace Geyoro          | 2 luglio 1997 (19 anni)    |       |      | Paris Saint-Germain    |
| 9  | A    | Marie-Charlotte Léger | 13 marzo 1996 (20 anni)    |       |      | Montpellier            |
| 10 | A    | Clara Matéo           | 28 novembre 1997 (18 anni) |       |      | FCF Juvisy             |
| 11 | A    | Louise Fleury         | 8 agosto 1997 (19 anni)    |       |      | EA Guingamp            |
| 12 | D    | Héloïse Mansuy        | 13 febbraio 1997 (19 anni) |       |      | Metz                   |
| 13 | D    | Théa Greboval         | 5 aprile 1997 (19 anni)    |       |      | FCF Juvisy             |
| 14 | D    | Estelle Cascarino     | 5 febbraio 1997 (19 anni)  |       |      | FCF Juvisy             |
| 15 | C    | Maëlle Garbino        | 9 agosto 1996 (20 anni)    |       |      | Saint-Étienne          |
| 16 | P    | Cindy Perrault        | 26 gennaio 1996 (20 anni)  |       |      | ASPTT Albi             |
| 17 | C    | Juliane Gathrat       | 24 agosto 1996 (20 anni)   |       |      | Metz                   |
| 18 | A    | Valérie Gauvin        | 1º giugno 1996 (20 anni)   |       |      | Montpellier            |
| 19 | C    | Cathy Couturier       | 8 gennaio 1997 (19 anni)   |       |      | Rodez                  |
| 20 | A    | Anna Clerac           | 2 giugno 1997 (19 anni)    |       |      | Soyaux                 |
| 21 | P    | Jade Lebastard        | 7 gennaio 1998 (18 anni)   |       |      | EA Guingamp            |